# Şişecam
Şişecam (offizielle Firmierung: Türkiye Şişe ve Cam Fabrikaları) ist ein türkischer Glas-Konzern.
Im Geschäftsjahr 2020 betrieb das Unternehmen 43 Werke in 14 Ländern. Gemessen an der Produktionskapazität sieht Şişecam sich selbst als größten Flachglashersteller Europas und weltweit zweitgrößten Hersteller von Glashaushaltswaren wie Trinkgläsern. Die Produktpalette wird ergänzt durch die Fertigung von Verpackungsglas.

## Geschichte
Die Gründung des Unternehmens erfolgte auf einen Ministerratsbeschluss hin, den Kemal Atatürk 1934 erwirkte. Durch diesen wurde die Türkiye İş Bankası mit dem Aufbau der türkischen Glasindustrie beauftragt. Im darauffolgenden Jahr wurde das Unternehmen Türkiye Şişe ve Cam Fabrikaları Anonim Sosyetesi offiziell gegründet und das Glaswerk in Paşabahçe konnte den Betrieb aufnehmen. Der Grundstein für das dortige Werk wurde bereits 1934 durch Ministerpräsident İsmet İnönü und den Wirtschaftsminister Celâl Bayar gelegt. Zum Zeitpunkt der Eröffnung des Glaswerks besaß dieses eine Belegschaft von rund 400 Mitarbeitern und eine tägliche Produktionskapazität in Höhe von 25.000 Glasflaschen. Im Jahr 1957 wurden zwei Einzelhandelsgeschäfte in Istanbul und in Ankara gegründet, um Glaswaren im Direktvertrieb verkaufen zu können. 
Ab 1961 wurde in einem Glaswerk in Çayırova Fensterglas mit einer Jahreskapazität von 19.000 Tonnen produziert. Durch die Gründung eines gemeinsamen Werkes mit der Schott AG unter dem Namen TACAM stieg man 1966 in die Produktion von Glasrohren und Laborgeräten ein. Im selben Jahr begann die Produktion von Autoglas im Werk Çayırova. Im Jahr 1971 stieg Şişecam in die Fertigung von Glasgewebe und glasfaserverstärkten Bauteilen ein. Die ersten produzierten Glasfasermatten kamen unter anderem in der heimischen Produktion von Automobilen der Marke Anadol zum Einsatz. Im Laufe der Zeit wurde das Produktportfolio auf weitere Glasanwendungen wie Borosilikatglas, Temperglasprodukte oder Glas für Fernsehgeräte ausgeweitet. Auch in die Förderung und Produktion von Grundstoffen wie Chromchemikalien sowie Sand, Dolomit, Feldspat, Kalkstein und Soda stieg Şişecam ab den 1970er Jahren ein.
Im Jahr 2013 übernahm Şişecam den deutschen Automobilzulieferer Richard Fritz mit Sitz in Besigheim.
Die dazugehörigen Produktionsgebäude in Aurach (Bayern) und Aszod (Ungarn) werden zum Ende des Jahres 2024 geschlossen. Alle Arbeitnehmer (Aurach ca. 70 und in Aszod ca. 300) verlieren ihren Arbeitsplatz. Die Projekte dieser Werke werden nach Malacky (Slowakei) und Targovishte (Bulgarien) verlagert.

## Kontroversen
Şişecam wurde dafür kritisiert, seine Geschäftstätigkeiten in Russland während des anhaltenden Krieges in der Ukraine fortzusetzen. Im Mai 2023 hatte das Unternehmen nur eines seiner fünf Tochterunternehmen in Russland verkauft. Der Verkauf soll Berichten zufolge an ein niederländisches Unternehmen, Trakya Investment B.V., erfolgt sein, was Fragen aufwarf, ob es sich um einen internen Transfer und nicht um einen tatsächlichen Rückzug handelte.
Trotz des Krieges und des internationalen Drucks bleibt Şişecam der größte Importeur seiner Branche in Russland. Im Jahr 2023 wurde Şişecam aufgrund seiner anhaltenden Geschäftsbeziehungen mit Russland während des russischen Überfalls auf die Ukraine von der ukrainischen Nationalen Agentur für Korruptionsprävention in die Liste der Sponsoren des russischen Krieges aufgenommen.